# Joaquim Nin i Tudó
Joaquim Nin i Tudó (Tarragona, 20 de desembre de 1843 - Barcelona, juny de 1919) va ser un militar, pedagog i escriptor català. Era germà del pintor Josep Nin i Tudó, pare del compositor Joaquim Nin i Castellanos, de l'Angela Nin i Castellanos i avi de l'escriptora Anaïs Nin i de l'aviador Guillermo Xuclà Nin.
Fou fill del militar Joaquim Maria de Nin i Güell (1817-1889), natural de Tarragona, i de Maria Anna Tudó i Sansalvador (1821-1886), de Móra la Nova.
Nin començà la carrera militar i l'any 1868 l'enviaren a Cuba, on va viure 12 anys. El 1878 va assolir el grau d'alferes de cavalleria i el 1883 es va llicenciar. Aquest mateix any, amb 40 anys, va abandonar l'exèrcit i es va establir a Barcelona, on es va dedicar a fer de mestre i a dirigir una escola. Va escriure en llengua castellana. Són seus els títols: Cartilla de moral para los niños (1877), Bellezas de la literatura española (1879), Colección de autógrafos (1880), Tratado de dibujo (1880), Para la mujer (1881) i Álbum de historia sagrada, Nociones de historia de España, Caridad y resignación i Poesías y pensamientos (1885). Paral·lelament va escriure articles en revistes catalanes i cubanes.
Es va casar amb la cubana de Camagüey Àngela Castellanos Perdomo.